# Untertorbrücke
Die Untertorbrücke ist die älteste Brücke der Stadt Bern über die Aare und eine der ältesten Steinbrücken der Schweiz. Sie war bis zum 19. Jahrhundert die einzige Aarebrücke in Bern.
Möglicherweise existierte bereits in gallorömischer Zeit ein temporärer Holzsteg in der Nähe. Die erste Untertorbrücke – eine Jochbrücke aus Holz – wurde 1256 fertiggestellt. Ein Hochwasser schwemmte sie 1460 weg. Bereits im Jahr darauf wurde mit dem Bau der heutigen Brücke begonnen. Der Bau dauerte 26 Jahre und wurde 1487 fertiggestellt. Im Laufe der Zeit wurde die Brücke mehrmals restauriert. Nachdem 1844 die Nydeggbrücke eröffnet worden war, nahm der Verkehr über die Untertorbrücke stark ab.
Bei der Volksabstimmung vom 18. Mai 2025 wurde ein Ausführungskredit zur Gesamtsanierung mit 91,34 Prozent Ja-Stimmen angenommen.
In unmittelbarer Nähe der Brücke befindet sich das Ländtetor. Das Tor ist der einzige freigelegte Rest der ehemaligen Nydegg-Befestigung. Das Ländtetor war einst der einzige direkte Zugang zur unteren Stadt. 1873 wurde es zugemauert. 1959 wurde es bei Renovationsarbeiten wieder freigelegt und zwei Jahre später restauriert.
Am Fusse der Altstadt bei der Untertorbrücke entstand das Berner Mattequartier.